# Finansiell ekonomi

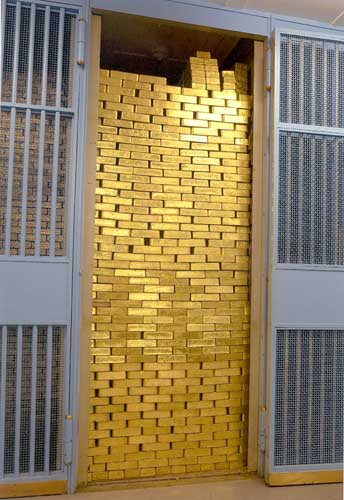
Guldreserv i ett bankvalv hos Federal Reserve Systems filial i New York i USA.

Finansiell ekonomi är studiet av hur ändliga resurser allokeras över tiden. Traditionellt berör finansiell ekonomi monetära transaktioner, där båda sidorna av ett handelsutbyte utgörs av pengar eller värdepapper. Termen syftar i första hand på den akademiska disciplinen finans, och de två begreppen är i princip utbytbara. 

## Ungt ämne i Sverige
I Sverige är ämnesområdet relativt nytt. Först under 1980-talet blev det ett etablerat ekonomiskt ämne, att jämföra med USA där genombrottet för området kom redan i början av 1950-talet. I USA och Storbritannien är finansiell ekonomi oftast en egen disciplin, medan ämnet i Sverige vanligtvis sorteras in under nationalekonomi eller företagsekonomi.

## Ämnets innehåll
Ämnesområdet har fyra grundläggande studieområden: 
- Portföljteorin
- Kapitalmarknadsteorin
- Optionsteorin
- Teorin om effektiva marknader